# Delia mastigophalla
Delia mastigophalla är en tvåvingeart som beskrevs av Xue, Wang och Li 1993. Delia mastigophalla ingår i släktet Delia och familjen blomsterflugor.
Artens utbredningsområde är Shanxi (Kina). Inga underarter finns listade i Catalogue of Life.